# Xơ hóa
Xơ hóa là quá trình tự chữa lành vết thương khi các mô tổn thương được thay thế bởi các mô liên kết, hình thành một tổ chức xơ sẹo. Các chấn thương lặp đi lặp lại, viêm mãn tính và quá trình tái tạo dễ dàng dẫn đến sự tăng sinh quá mức các protein cấu tạo lưới ngoại bào (collagen, elastin, reticulin), thúc đẩy quá trình xơ hóa và hình thành các sẹo xơ hóa vĩnh viễn. Nếu sự xơ hóa được hình thành từ một dòng tế bào đơn sẽ hình thành u xơ hóa (fibroma). Về mặt sinh lý, sự xơ hóa tác động đến việc tích tụ mô liên kết, gây ảnh hưởng hoặc ức chế chức năng của các cấu trúc bên dưới tổ chức bị xơ hóa. Sự xơ hóa có thể được sử dụng để mô tả tình trạng bệnh lý của sự tích tụ quá mức mô liên kết, cũng như quá trình tích tụ mô liên kết trong quá trình lành vết thương.

## Sinh lý học
Tương tự như quá trình hình thành sẹo, sự xơ hóa cũng liên quan đến việc kích thích nguyên bào sợi để tạo ra mô liên kết, trong đó có collagen và glycosaminoglycan. Khởi đầu, các tế bào miễn dịch như đại thực bào tiết ra các nhân tử tiền xơ hóa (TGF-β, CTGF, PDGF, IL-10...) nhằm kích thích các nguyên bào sợi thông qua kích hoạt các lộ trình truyền tín hiệu như lộ trình ATK/mTOR và lộ trình SMAD. Sự kích hoạt các lộ trình truyền tín hiệu hoạt hóa và làm tăng sinh các nguyên bào sợi, dẫn đến sự hình thành một mạng lưới ngoại bào bao quanh các mô liên kết. Quá trình tái tạo mô này là một quá trình phức tạp với sự điều chỉnh chặc chẽ quá trình hình thành cũng như phân hủy mạng lưới ngoại bào, giúp duy trì sự hoạt động bình thường của mô sau tổn thương. Tuy nhiên, những chấn thương nghiêm trọng hoặc chấn thương tái lập nhiều lần sẽ dẫn đến sự xơ hóa tiến triển không thể phục hồi.

## Các dạng xơ hóa
Xơ hóa có thể xảy ra ở nhiều cơ quan khác nhau trong cơ thể, đặc biệt là sau quá trình viêm hoặc tổn thương.

### Phổi
- Xơ hóa màng phổi (Fibrothorax)
- Xơ phổi (Pulmonary fibrosis)
  - Xơ nang (Cystic fibrosis)
  - Xơ phổi vô căn (Idiopathic pulmonary fibrosis)
- Tổn thương phổi sau xạ trị (Radiation-induced lung injury)

### Gan
- Xơ gan tạo cầu (Bridging fibrosis)[9]
- Xơ gan (Cirrhisis)

### Thận
- Xơ thận (Renal fibrosis)

### Não
- Xơ hóa thần kinh đệm (Gliosis)

### Tim
- Xơ hóa cơ tim (Myocardial fibrosis)
  - Xơ hóa mô kẽ (Interstitial fibrosis)[10]
  - Xơ hóa thay thế (Replacement fibrosis)[10]

### Khác
- Cứng mạch (Arterial stiffness)
- Xơ hóa khớp (Arthrofibrosis)
- Bệnh thận mạn tính[11]
- Bệnh Crohn
- Co cứng Dupuytren
- Sẹo lồi (Keloid)
- Xơ hóa trung thất (Mediastinal fibrosis)
- Xơ hóa tủy xương (Myelofibrosis)
- Xơ hóa thể hang (Penile curvature) (còn gọi là bệnh Peyronie)
- Xơ hóa hệ thống nguồn gốc thận (Nephrogenic systemic fibrosis)
- Xơ khối tiến triển (Progressive massive fibrosis)
- Xơ hóa phúc mạc (Retroperitoneal fibrosis) (còn gọi là bệnh Ormond)
- Xơ cứng bì/Xơ cứng bì hệ thống (Scleroderma/Systemic sclerosis)
- Một vài dạng của viêm dính bao khớp vai (adhesive capsulitis)